# Il piccolo signor Friedemann
Il piccolo signor Friedemann (Der kleine Herr Friedemann) è un racconto di Thomas Mann pubblicato per la prima volta nel 1897 sulla rivista Neue Deutsche Rundschau.
È un racconto giovanile di Thomas Mann, di importanza cruciale nella carriera letteraria dell'autore, scritto fra il 1894 e il 1896, pubblicato in volume nel 1898, tradotto più volte in italiano a partire dal 1929; presenta temi e motivi che, variati e approfonditi, rimarranno centrali in tutta l'opera di Thomas Mann.

## Storia editoriale
Dall'esame della corrispondenza intercorsa dal 1894 al 1896 fra Thomas Mann e Otto Grautoff, ex compagni di scuola al ginnasio "Katharineum" di Lubecca, si presume che Il piccolo signor Friedemann sia la revisione di un racconto del 1894, ora perduto, intitolato "Der kleine Professor" (Il piccolo professore) che Thomas Mann aveva inviato senza successo alle riviste berlinesi "Pan", diretta da Richard Dehmel, e "Moderne Kunst". Nella lettera a Grautoff del 23 maggio 1896 Mann riferiva che stava lavorando a "un nuovo racconto completamente psicopatico", che si ritiene sia Il piccolo signor Friedemann, terminato quindi nell'autunno del 1896. Mann inviò il manoscritto alla redazione della rivista Neue Deutsche Rundschau, edita dalla S. Fischer Verlag; l'episodio fu cruciale per la carriera letteraria di Thomas Mann in quanto Oscar Bie, il direttore responsabile della Neue Deutsche Rundschau, oltre ad accettare di pubblicare il testo, come avvenne nel maggio 1897, chiese a Mann di inviare alla Fischer Verlag tutti i suoi lavori: si creò quindi il legame fra l'autore e la casa editrice S. Fischer Verlag, che durò per tutta l'esistenza di Thomas Mann e che appena un anno dopo si concretizzò nella pubblicazione della prima raccolta di racconti intitolata "Der kleine Herr Friedemann". Il racconto Il piccolo signor Friedemann fu pubblicato in italiano per la prima volta nel 1929 sulla rivista L'Italia Letteraria, tradotto da Paolo Milano; è apparso in volume più volte, e in differenti traduzioni, a partire dal 1953.

## Trama
Il testo è diviso in 15 capitoli, di cui i primi cinque sono dedicati alla narrazione della vita del protagonista, il trentenne Johannes Friedemann, prima dell'arrivo nella sua vita di una giovane signora, Gerda von Rinnlingen. Johannes Friedemann è affetto fin da bambino da gravi deformità fisiche conseguenti a un incidente causato dall'alcolismo della balia. Il giovane era nato in una famiglia, benestante ma non ricca, in una cittadina con le antiche tradizioni mercantili di Lubecca, città natale di Thomas Mann. Orfano prima della nascita di uno stimato console dei Paesi Bassi, Johannes Friedemann trascorse l'infanzia e la giovinezza in solitudine e in "profonda tristezza": accudito amorevolmente dalla madre e dalle tre sorelle maggiori, non poteva fisicamente prendere parte ai giochi dei suoi coetanei. A sedici anni, dopo una cotta non corrisposta per una coetanea "bionda, di una gioiosità sfrenata", Johannes prese la ferma decisione di controllare le proprie passioni per evitare le delusioni che altrimenti ne sarebbero inevitabilmente conseguite. Negli anni seguenti anche avvenimenti di maggiore entità — l'ingresso nel mondo del lavoro, la morte della madre — non cambiarono l'atteggiamento "epicureo" di Friedemann il quale cercò di godere solo delle gioie che gli erano accessibili (l'amore per la cultura, la lettura, il teatro, la musica, le passeggiate, perfino il desiderio delle aspirazioni difficili da soddisfare).
L'equilibrio emotivo raggiunto da Friedemann viene messo in crisi dall'arrivo nella cittadina del nuovo comandante del presidio militare, tenente colonnello von Rinnlingen, accompagnato dalla giovane moglie Gerda, descritto nel sesto capitolo. La narrazione passa dal passato al presente. Già dopo un primo fortuito incontro — a teatro, dove siedono l'uno accanto all'altra, durante una rappresentazione del Lohengrin — Friedemann si rende conto che sarà difficile per lui il controllo delle passioni e già a teatro Friedemann cerca di evitare la vicinanza di Gerda. Qualche giorno dopo va a farle visita in compagnia delle sorelle, avverte ostilità da parte della donna nei suoi confronti e sentimenti di rabbia impotente da parte sua verso di lei. La passione di entrambi per la musica aumenta però le occasioni di incontro; ma Friedemann si sente dominato da Gerda e in un monologo interiore pensa al suicidio. Infine, nel corso di un ricevimento serale nell'abitazione dei Rinnlingen, Friedemann accompagna Gerda nel giardino, in prossimità di un fiume. A una domanda della donna se sia stato mai felice, Friedemann le risponde che finora la sua vita è stata "tutta menzogna e illusione". Tenta poi qualche timida avance, ma la donna lo respinge e lo getta a terra "con una breve risata orgogliosa e sprezzante". Friedemann si toglie la vita cadendo nel fiume.

## Critica
Per Roberto Fertonani, Il piccolo signor Friedemann è il primo capolavoro di Thomas Mann; nel racconto è presente un tema che sarà costante in Mann — il desiderio insopprimibile di felicità distrugge la tranquilla apatia di un’anima rassegnata. L'autore però non indulge in cedimenti sentimentali, anzi anche nelle scene più impietose emergono note di ironia. Anche Todd Kontje sottolinea come in questo racconto sia presente uno dei temi centrali e ricorrenti di Mann: l'esistenza forze distruttive in grado di sconvolgere una vita basata sulla rinuncia al desiderio. Sebbene apparentemente la vicenda del Piccolo signor Friedemann non abbia nulla a che fare con il suo autore, esistono indizi autobiografici che suggeriscono la presenza di Thomas Mann dietro il personaggio immaginario di Johannes Friedemann. Come Thomas Mann, anche Friedemann vive in una città commerciale di medie dimensioni che ricorda Lubecca, il suo defunto padre era console dei Paesi Bassi, ha propensione al decoro esteriore, agli abiti eleganti, alla musica, in particolare all'opera wagneriana, all'autocontrollo. Nonostante la loro eccentricità, i protagonisti di sesso maschile dei primi racconti di Mann ambientati in Germania alla fine del XIX secolo i quali identificavano un pericolo nelle donne che non aderivano ai loro tradizionali ruoli domestici di mogli e madri, veicolano l'incertezza di maschi insicuri del loro ruolo in un mondo in cambiamento. Donne contemporaneamente seducenti e distruttive abbondano nell'arte tedesca attorno al 1900 (per es. la Kundry del Parsifal, Lulù, le prostitute nei dipinti espressionisti di Kirchner). Lo storiografo e sociologo Klaus Theweleit sostiene che la misoginia ha giocato un ruolo centrale nella cultura tedesca e ha contribuito all’ascesa di una società iper-maschile e militarizzata che è culminata nel nazionalsocialismo tedesco. Per Fertonani, tuttavia, non è lecito usare per questo racconto la solita formula della conflittualità arte-vita, né confondere Gerda con una femme fatale: in una lettera del 1909 Mann precisa che anche Gerda «è una sofferente, una natura problematica, che ravvisa un compagno di dolore in quell’uomo fisicamente deforme ma che all’ultimo istante è troppo fiera per voler ammettere tale intima affinità».

## Edizioni

### In lingua originale
- (DE) Der kleine Herr Friedemann, in Neue Deutsche Rundschau (Freie Bühne), vol. 8, n. 5, Berlin, S. Fischer, Mai 1897,  pp. 510-527.
- (DE) Der kleine Herr Friedemann, in Der kleine Herr Friedemann. Novellen, Berlin, S. Fischer Verlag, 1898,  pp. 9-52.

### Traduzioni in italiano
- Il piccolo signor Friedemann, in L'Italia Letteraria, traduzione di Paolo Milano, I, n. 34-35, 1929.
- Il piccolo signor Friedemann, in Novelle e racconti, collana Tutte le opere di Thomas Mann ; 2, traduzione di Emilio Castellani, Milano, Mondadori, 1953.
- Il piccolo signor Friedemann, in Cane e padrone e altri racconti, collana I coralli; 57, traduzione di Clara Bovero, Torino, Einaudi, 1953.
- Il piccolo signor Friedemann, in Padrone e cane e altri racconti, collana Universale economica; 519, traduzione di Ingrid von Anrep, Milano, Feltrinelli, 1966.
- Il piccolo signor Friedemann, in Racconti, collana Tascabili Bompiani; 342, traduzione di Francesco Saba Sardi, introduzione di Italo Alighiero Chiusano, Milano, Gruppo editoriale Fabbri, Bompiani, Sonzogno, Etas, 1968.
- Il piccolo signor Friedemann, in Racconti, collana Oscar narrativa; 294, traduzione di Emilio Castellani, introduzione di Roberto Fertonani, Milano, Mondadori, 1988,  pp. 57-80, ISBN 978-88-04-46948-3.
- Il piccolo signor Friedemann, in Racconti, collana Collezione Grandi tascabili economici ; 154, traduzione di Saverio Simonelli, introduzione di Italo Alighiero Chiusano, Roma, Newton Compton, 1992,  pp. 49-71.